# 石梨貝水塘
石梨貝水塘（英語：Shek Lei Pui Reservoir）是香港的一個水塘，位於金山郊野公園之內，常被視為附近的九龍水塘群之一員。

## 歷史
石梨貝水塘於1923年開始興建，1925年建成，水塘容量達1.16億加侖。水塘前身為石梨貝村的所在地，原來居住於石梨貝村的村民被分批安置於沙田區大圍的顯田及葵青區。
香港日治時期，日軍於九龍水塘附近的大埔道設置關卡，盤查來往九龍和沙田的人等，並可對形跡可疑者即時殺害。有的屍體被拋進水塘，死無葬身之地。1946年，水塘管理人員發現水塘底有過百具白骨，需要抽乾塘水執骨和進行消毒。
在1970年代，石梨貝水塘仍然是小學旅行遠足的熱門地點，直至荃灣新市鎮範圍不斷擴大。雖然水塘通常被視為位於九龍區，但根據現時的地區行政，水塘是座落於新界沙田區西南部。
1972年10月28日，石梨貝水塘發生轟動一時的石梨貝母子雙屍案，事發當日婦人何寧芳及其子周健強早上同往石梨貝水塘晨運，自此兩人失去音訊，何寧芳的丈夫於是報警，但警方搜索不到兩人下落，直至2個多星期後有行山人士聞到惡臭通知警方，母子屍體在石梨貝引水道附近叢林被發現，驗屍後證實何婦死前曾遭強姦。本案至今仍未破案，相信疑凶仍然逍遙法外。
1980年9月5日，石梨貝水塘發生劫殺案，休班警員鄭展勤（25歲）與女友到石梨貝水塘談心被五名匪徒行劫，匪徒迫令女事主脫去衣服企圖強姦，鄭與匪徒糾纏期間被刺傷頸部，延至9月10日傷重不治。

## 外部連結
- 香港水務署 — 九龍水塘及石梨貝水塘

## 遠足資料
- . 山上行 www.walkonhill.com. 12月10日  [2012-12-10]. （原始内容存档于2013-12-25）.

1. ↑  Hayes, James. . Hong Kong University Press. 2006: 86–87. ISBN 9789622097940.
2. ↑  . 工商晚報. 1946-04-24.
3. ↑  . 華僑日報. 1980-09-06: 11.
4. ↑  . 華僑日報. 1980-09-11: 6.